# 2-й Корниловский ударный полк
2-й Корни́ловский уда́рный полк (2-й Корниловский полк) — воинская часть в составе Корниловской дивизии Вооружённых сил Юга России и Русской армии генерала Врангеля, принимавшая участие в Гражданской войне в России.

## Формирование полка
2-й Корниловский ударный полк начал формироваться в мае 1919 года в Ростове-на-Дону, на основе батальона запасного Корниловского полка. В штат полка также были включены офицеры из освобождаемых районов и пленные красноармейцы. 13 июля из 1-го Корниловского ударного полка прибыло 25 офицеров для занятия некоторых командных должностей. Подбор этих офицеров 1-го Корниловского ударного полка сделал полковник М. А. Пешня, считавшийся заместителем командира полка полковника Н. В. Скоблина, который и прибыл вместе с ними в Ростов, чтобы принять командование 2-м Корнировским полком. Однако командование Добровольческой армии назначило полковника Скоблина на бригаду, полковника Пешня — на 1-й Корниловский полк, а капитана Пашкевича, как создателя 2-го полка, утвердило в должности его командира.
19 июля 1919 года капитан Пашкевич доложил командующему Добровольческой армией генералу В. З. Май-Маевскому, что полк готов. Последовал приказ представить полк на смотр командующему армией. К назначенному дню почти весь Ростов собрался посмотреть на смотр молодого полка командующим армией. Полк построился: 1-й и 2-й батальоны были одеты в английское обмундирование с парусиновыми сапогами, а 3-й — в мешочное, все три были без шинелей. Офицерская сводная рота — в шинелях, но без эмблем, они были выданы им только после первых боёв. Перед смотром приехала дочь генерала Корнилова — Наталия Лавровна — с городским головой и благословила полк на ратный подвиг иконой святого равноапостольного князя Владимира, покровителя 2-го Корниловского ударного полка. Полк вошёл в состав 1-й пехотной дивизии, с 14 октября 1919 года — в Корниловской ударной дивизии.
При наступлении в сторону Курска 30 августа после третьего штурма (при поддержке 10 орудий) был взят город Обоянь. На следующий день при разгроме красной бригады комендантская рота латышей оказала сильное сопротивление и была вся переколота.
7 сентября был взят Курск. 8 сентября полк принял участие в параде, который принимал генерал А. П. Кутепов. Из пополнений офицерская рота была развёрнута в офицерский батальон численностью до 750 штыков в трёх ротах (с пулемётной командой в 12 пулемётов и конной командой связи и разведки).
В начале Орловско-Кромского сражения произошел такой эпизод. 6 октября 1-й батальон полка у станции Дьячая разгромил целую бригаду красных. Подойдя к станции и не обнаружив вражеского охранения, ударники напоролись на почти всю вражескую бригаду возле станционных построек, столпившихся возле походных кухонь в ожидании обеда. Огонь более десятка пулемётов сразу рассеял эти толпы, бросившиеся удирать.
В Перекопско-Чонгарскую операцию полк прикрывал Перекопский вал. За бой 26 октября (8 ноября) 1920 года 2-й Корниловский ударный полк потерял убитыми 8 человек и ранеными 40 человек.
27 октября (9 ноября) 1920 год под угрозой окружения Корниловская ударная дивизия к часу ночи покинула Перекопский вал и отступила на Юшуньские позиции.
За бои против Красной армии полк был награждён орденским знаменем Святителя Николая Чудотворца (фактически вручено в Севастополе генералом Врангелем в день начала эвакуации Русской армии из Крыма 31 октября 1920 года). После прибытия в Галлиполи полк свели во 2-й батальон Корниловского ударного полка.

## Командный состав
Командиры полка:
- капитан Я. А. Пашкевич (с мая 1919 — 24 сентября 1919; ранен)
- капитан В. П. Щеглов (врид, с 24 сентября 1919)
- полковник Я. А. Пашкевич (с ноября 1919 — 15 июля 1920; убит)
- полковник М. Н. Левитов (с 15 июля 1920)
- капитан Г. З. Трошин (врид, с 26 октября 1920)

Командиры батальонов:
- капитан В. П. Щеглов
- поручик Т. В. Кленовой-Песчанкин
- штабс-капитан А. И. Померанцев
- полковник К. В. Иванов
- капитан В. П. Трофимюк
- поручик Судьбин
- поручик Вихма
- полковник Г. С. Силин

Командиры рот:
- поручик (подполковник) А. Е. Лысань
- подпоручик А. Е. Бондарь
- поручик И. Маншин
- штабс-капитан М. Панасюк